# Saint-Aubin (La Grande Béroche)
Saint-Aubin (toponimo francese) è una frazione del comune svizzero di La Grande Béroche (Canton Neuchâtel).

## Geografia fisica
Saint-Aubin si trova sulla sponda nordoccidentale del lago di Neuchâtel.

## Storia

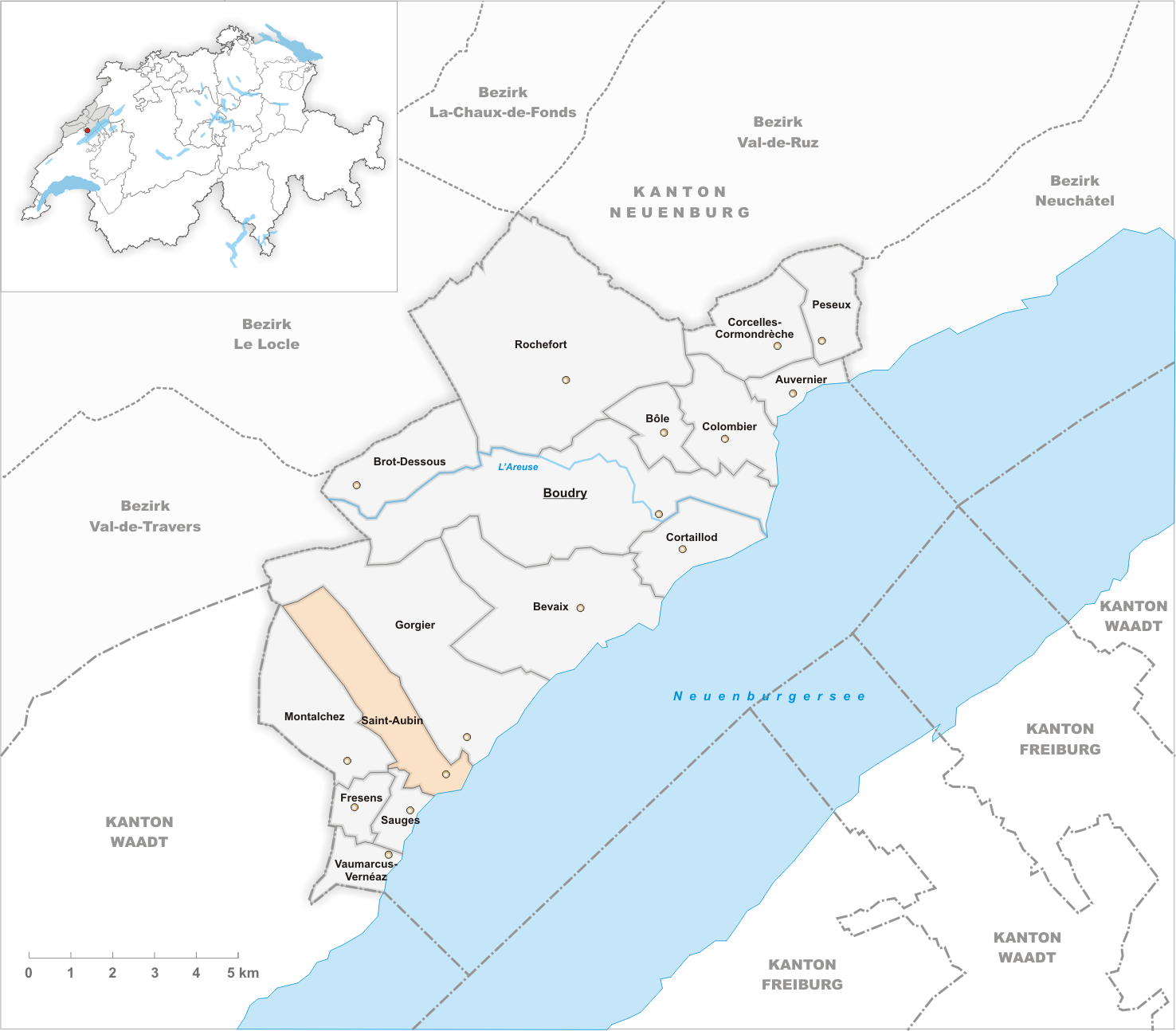
Il territorio del comune di Saint-Aubin prima degli accorpamenti comunali del 1888

Già comune autonomo istituito nel 1874 e che si estendeva per 6,06 km², nel 1888 è stato accorpato all'altro comune soppresso di Sauges per formare il nuovo comune di Saint-Aubin-Sauges il quale a sua volta, in seguito all'esito favorevole del referendum del 27 novembre 2016, il 1º gennaio 2018 è stato aggregato agli altri comuni soppressi di Bevaix, Fresens, Gorgier, Montalchez e Vaumarcus per formare il nuovo comune di La Grande Béroche.

## Monumenti e luoghi d'interesse
- Chiesa riformata di Sant'Albino, attestata dal 1176[1];
- Sito archeologico di Port-Conty, parte del patrimonio dell'umanità UNESCO "Siti palafitticoli preistorici attorno alle Alpi"[1][3].

## Società

### Evoluzione demografica
L'evoluzione demografica è riportata nella seguente tabella:
Abitanti censiti

## Economia
L'economia locale si basa prevalentemente sul settore secondario.

## Infrastrutture e trasporti

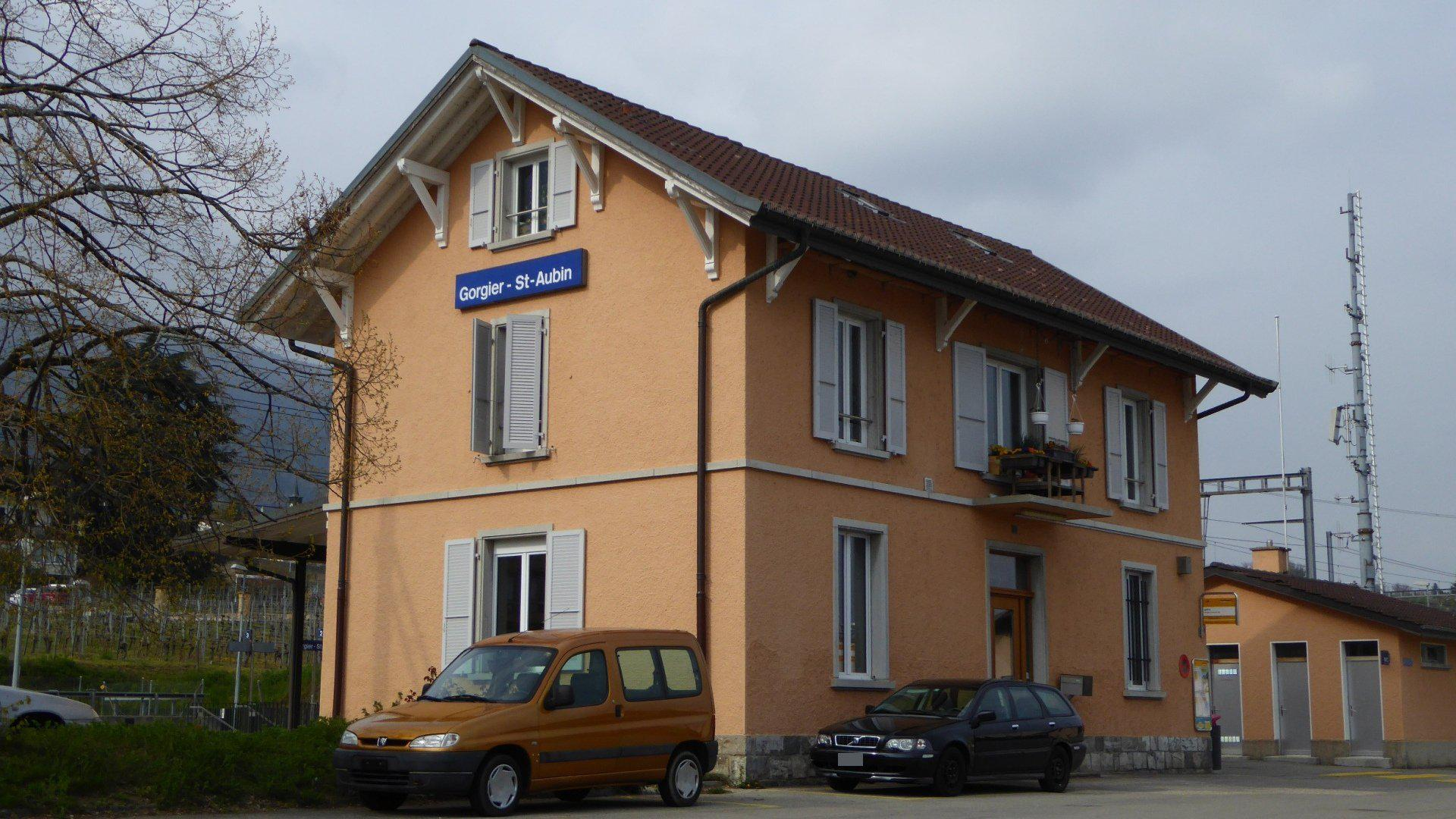
La stazione di Gorgier-St-Aubin

Saint-Aubin è servita dall'omonima uscita dell'autostrada A5, dalla strada principale 5 e dalla stazione di Gorgier-St-Aubin sulla ferrovia Losanna-Olten.